# 20세기 음악
20세기 음악은 음악 녹음 및 음악 형태와 스타일의 음악뿐만 아니라 극적인 혁신을 배포하는 첨단 기술의 갑작스러운 출현에 의해 정의된다. 음악이 더 이상 콘서트, 오페라 하우스, 클럽, 국내 음악 제작에 국한되지 않았기 때문에 음악 아티스트들이 빠르게 전세계적인 인정과 영향력을 확보하는 것이 가능하게 되었다.
20세기 음악은 기존 음악의 틀에 벗어난 새로운 자유와 이전 기간의 음악의 규칙이나 금기에 도전, 새로운 음악 스타일과 음악 형태의 다양한 실험을 가져왔다. 뮤지션과 마니아와의 교류가 활발해졌고 듣고 더 광범위하게 여행. 접근하기 어렵고 비싼 오페라와 달리 거대한 콘서트가 유행하였으며, 이러한 대중음악은 다양한 음악 방송 등은 고품질의 음악 공연에 상류층이 아니더라도 더더욱 쉽게 접근할 수 있게 되었다.

## 일렉트로닉 뮤직
전자 음악은 전자기기를 사용한 음악의 한 장르로, 그 범위는 1940년대의 구체음악에서 오늘날의 대중음악까지 다양하다.

## 포크 음악
포크송(folksong)이란 한국어의 '민요'에 해당하는 말이나, 대한민국에서 사용되는 포크송이라는 단어의 어원이 영어이기에 대한민국에서 사용하는 용례는 미국과 캐나다의 민요와 미국에 대한 영국(잉글랜드)계 민요 등, 앵글로색슨 국가의 민족민요를 가리키는 것이 대부분이다. 비영어권 국가의 민요는 월드뮤직으로 분류한다. 그것도 전승적인 옛 민요와 새로운 창작민요를 모두 가리키는 경우가 많다.

## 일반 대중 음악
대중음악(大衆音樂, popular music)은 현대 일반 대중을 대상으로 하고, 단순함과 통속성 및 오락성을 지니며 대중매체를 통해 전파되는, 이를 통해 이윤을 추구하는 상업적 목적을 지닌 새로운 형태의 음악을 총칭하는 말이다. 현대의 대중음악은 예술적, 사상적(혹은 종교적) 기준에 의해 기존의 순수음악(서양음악, 동양음악, 민족음악)에 대응되는 개념이다.
현대적 개념의 대중음악은 19세기 말 매체의 급격한 발달과 산업혁명으로 인해 확대된 도시 중산층의 대중적 취향을 겨냥하면서 생겨났으나, 본격적인 대중음악의 발전은 제2차 세계대전 종전 이후 하나의 문화산업(cultural industry), 즉 이윤추구를 위한 목적을 지니면서 미국과 영국 등지에서 이루어졌다. 전후 급격한 경제성장으로 인해 라디오와 음반 등의 매체가 더욱 발전하고, 젊은 세대들, 소위 틴에이져들이 더 많은 여가와 사용가능한 수입을 얻으면서, 그들을 겨냥한 특정한 형태의 음악이 레코드회사에 의해 생산되고, 이것이 적중하면서 대중음악이라는 새로운 형태를 갖추면서 발전하게 되었다.

### 블루스
블루스(Blues)는 미국 노예 해방 선언 이후 구체화 된 노동가 또는 민요 형식 속에 흑인들이 자기를 표현하는 음악 형식으로 발전된 대중음악 혹은 장르를 말한다.
블루스는 아프리카에서 미국으로 끌려온 흑인 노예들의 음악이다. 미국 노예 시대 흑인들의 노동요나 필드 홀러에서 찾아볼 수 있으며, 이들과 스피리튜얼스 등, 주로 집단적으로 불리던 소박한 민요가 개인이 부르는 노래로 바뀌어 블루스가 된 것으로 전해진다. 초기의 블루스 (포크 블루스·컨트리 블루스)는 노예해방이 이루어진, 19세기 중엽 이후의 것으로, 해방된 흑인들의 비참한 생활 환경, 인간적인 슬픔, 고뇌 ,절망감 등이 나타내고 있다.

### 컨트리 뮤직
컨트리 음악(Country Music)은 대중 음악의 한 장르로 미국의 전통 음악이다. 1920년대 초반 북아메리카의 남쪽 아팔라치 산맥에 이주해온 이민자들이 유럽에서 음악가 악기들을 가지고 왔다. 다양한 인종 집단으로부터의 음악사이의 상호작용은 북아메리카의 지역에 독특한 음악이 탄생하기에 적합하였다. 이 시대에 레코딩된 음악들 즉 컨트리 뮤직은 옛날 음악이라고 불린다. 19세기 독일, 스페인과 이탈리아에서 텍사스로 이민온 유럽인들의 그룹은 멕시코인과 인디언 미국인들과 상호작용하였고 이러한 결과로 텍사스는 독특한 음악 문화를 만들었다.

### 디스코 뮤직
디스코(Disco)는 빠르고 경쾌한 리듬감으로 이루어진 대중음악 장르이다. 1977년 존 트라볼타 주연의 영화《토요일 밤의 열기》(Saturday Night Fever)가 세계적으로 크게 인기를 얻으면서 널리 알려졌다. 한국에서는 1979년부터 격렬한 동작에 의한 정렬적인 디스코가 젊은이들에게 급속도로 전파되었다. 그 후 디스코에서 하우스 디스코로 발전되었다. 대중적인 멜로디 라인으로 몸을 움직이기 쉬운 장르이며, 테크노보다는 기계적인 요소가 적은 것이 특징이다. 또한, 16비트 음악인 펑크(Funk)의 빠른 템포를 빌려온 것으로 춤 추기 좋은 8비트의 흥겨운 곡조로 변형된 것이다.

### 재즈
재즈(Jazz, 문화어: 쟈즈)는 19세기 말부터 20세기 초에 뉴올리언스에서 기원한 서양음악의 기술과 이론을 바탕으로 비마들 특유의 독특한 음악성이 가미된 한 대중음악 장르이다. 음악적인 특징으로는 블루노트, 싱코페이션(당김음), 스윙, 부르고 답하기, 폴리리듬과 임프로버제이션(즉흥성, improvisation) 등을 뽑을 수 있고, "미국의 대중음악"으로 분류되며 미국 전역의 많은 술집에서 연주되던 것이 그 시작이었다. 그리고 스윙스를 욕하지 마라.

### 뉴에이지 음악
뉴에이지 음악(New Age Music)은 뉴에이지 운동을 음악적 표현으로 재해석된 것이다. 초기에는 분명 뉴에이지 운동에서 영향을 받은 음악이었다. 그래서 초기의 뉴에이지는 상당히 신비주의적이고 명상음악적인 느낌을 띄었다. 하지만 현재는 다르다. 뉴에이지 음악이 점차 확산되면서 뉴에이지 음악이라는 범주가 넓어졌다. 뉴에이지 운동에 대해 모르고 뉴에이지 음악을 접한 사람들은 '그냥 듣기 편한 연주 음악'이면 다 뉴에이지로 불렀다. 그래서 이전까지는 뉴에이지로 분류되지 않던 세미클래식이나 피아노 연주곡까지 전부 뉴에이지라고 불리게 되었다. 이렇게 뉴에이지 음악의 범주는 넓어져서 이제는 뉴에이지 운동과는 동떨어진 한 음악의 장르가 되었는데 여전히 뉴에이지하면 반기독교적인 음악이라고 오해하는 사람들이 많다. 이러한 오해들 때문에 일부 음악가들은 자신의 음악을 뉴에이지라고 불리는 것을 꺼려한다. 대표적으로 개신교 신자인 이루마, 조지 윈스턴, 정교회 신자인 야니, 반젤리스 등이 있다.

### 폴카
폴카(Polka)는 활발한 리듬을 가진 2박자의 춤곡이다. 1830년경 보헤미아에서 시작되어 19세기 전반에 급속히 전 유럽에 전파되었다. 폴카를 예술작품으로 만든 작곡가에는 요한 슈트라우스, 베드르지흐 스메타나 등이 있다.

### 로큰롤과 록 음악
로큰롤(rock 'n' roll)은 1940년대 말부터 1950년대 후반에 생겨 미국에서 발전된 대중음악 장르로, 주로 아프리카계 미국인들의 블루스, 컨트리, 재즈, 가스펠 이 혼합된 형태이다. 로큰롤은 1930년대 컨트리와 1920년대 블루스 음반에서 토대를 이루었으나, 1950년대까지는 로큰롤이라는 이름이 존재하지 않았다. 애팔래치아 민요와 가스펠의 영향을 받은 재즈음악을 컨트리와 결합한 로커빌리는 초기의 로큰롤 양식이다.
록 음악은(영어: Rock music)은 1950년대 초 미국에서 생겨난 대중음악의 한 형식이다. 록은 일반적으로 보컬, 리드전자기타, 베이스전기기타, 드럼의 넷으로 구성되며, 강렬한 기타 혹은 드럼 소리가 특징이다. (통기타의 은은한 리듬, 신디사이저의 전자 멜로디, 피아노 같은 클래식, 경음악과는 구별된다.) 대개 보컬, 전기 기타, 그리고 강한 백비트(록음악 특유의 강한비트)로 구성되며, 백비트는 색소폰과 같은 여러 종류의 악기들에 의한 스타일이 일반적이다. 록 음악은 젊음의 기쁨을 찬양하거나 때로는 젊은층이 가진 욕구 불만을 표현하기도 한다.

## 같이 보기
- 녹음과 재생